# ウハギのイタズア
ウハギのイタズア(Wabbit Twouble)はアメリカ合衆国の映画会社であるワーナー・ブラザースが製作したメリー・メロディーズの短編作品。
1941年12月20日公開。

## あらすじ
ある日、エルマー・ファッドは車で静かな保養地でのんびりキャンプをして休むことにした。しかし、バッグス・バニーの悪戯でまともなキャンプができない。

## スタッフ
- 監督 - ボブ・クランペット
- 製作 - レオン・シュレジンガー
- 脚本 - デイヴ・モナハン
- 原画 - シド・サザーランド、バーギル・ロス(クレジットなし)、ロッド・シュリバナー(クレジットなし)、ロバート・マッキンソン(クレジットなし)
- 背景 - ジョン・ディドレック・ジョンセン
- 音楽監督 - カール・W・スターリング
- 彩色プロセス - テクニカラー
- 録音プロセス - ヴァイタフォン
- 制作 -  レオン・シュレジンガー・プロダクション（英語版）
- 配給 - ワーナー・ブラザース・ピクチャーズ、ヴァイタフォン

## キャラクター
- バッグス・バニー（声：メル・ブランク（現行吹き替え：山口勝平）
- エルマー・ファッド（声：アーサー・Q・ブライアン（現行吹き替え：長島雄一）
- 灰色クマ（声：メル・ブランク（現行吹き替え：梅津秀行）
- 公園の責任者

## 概要
- 今回の作品が現吹き替えにおいてのバッグス・バニー作品として最初の作品であるが、すでに旧吹き替えにて1940年の「野性のバニー(A Wild Hare)」が存在している。
- ボブ・クランペット監督初のバッグス・バニー作品。
- エルマー・ファッドの体型が従来と異なって、肥満体になっている。この肥満体エルマーのモデルは、原語版でエルマーの声優を務めたアーサー・Q・ブライアン。因みにこの肥満体エルマーが出る作品は今作を合わせて5作品ある(今作はこの肥満体エルマーが最初に描かれた作品)。
- オープニングのスタッフカードは、エルマー訛り(R等をWと発音する独自の喋り方)を使用したものなので、原題の正しい読み方は「Rabbit Trouble」。

## ビッグ・チャンガス
2018年12月 (映画が公開されてから77年後)、エルマーの肖像を模倣してバッグスを嘲笑する短編映画の静止画がインターネット・ミームになった。このミームは、ビッグ・チャンガスというタイトルのビデオゲームの架空のカバーアートに由来する (「chungus」は、2012年にビデオゲームジャーナリストのJames Stephanie Sterlingによって造られた造語)。これはスチルを特集し、GameStopマネージャーによるFacebookの投稿で人気があり、彼は顧客が息子への贈り物として架空のゲームを購入することについて問い合わせたと主張した。
2021年4月、キャクラターはモバイルゲーム「Looney Tunes World of Mayhem」に追加された。「ビッグ・チャンガス」は、2021年の映画「スペース・プレイヤーズ」にも登場した。シーンに取り組んだアニメーターのマット・ウィリアムズは、映画のアニメーション監督スパイク・ブラントが彼に説明するまで、ミームに気づいていなかった。

## 日本での公開
- ルーニー・テューンズコレクション（バッグス・バニー）(DVD)
- ルーニー・テューンズコレクション【いたずら大作戦編】(1コインDVD)
- ルーニー・テューンズ DVD BOX （宝島社）　※字幕 (DVD（パブリックドメイン）)

DVDには収録されているが、カートゥーン・ネットワークで放送されている「バッグス・バニー　ショー」では未放送。